# Бибковщина
Би́бковщина (бел. Бібкаўшчына) — деревня в составе Сычковского сельсовета Бобруйского района Могилёвской области Республики Беларусь.

## Географическое положение
Деревня Бибковщина находится в 11 км к западу от Бобруйска, в 0,5 км к северу от остановочного пункта «Бибковщина» железнодорожной линии Бобруйск-Минск. На восток от деревни протекает река Волчанка, правый приток реки Березина. У восточной окраины Бибковщины проходит автомобильная дорога Р-31 Бобруйск-граница Украины (Новая Рудня).

## Население
- 1897 год — 38 человек (с одноименным хутором 48 человек)
- 1907 год — 16 человек (с одноименным хутором 43 человека)
- 1917 год — 38 человек (с одноименным хутором 84 человека)
- 1926 год — 92 человека
- 1959 год — 68 человек
- 1970 год — 52 человека
- 1986 год — 31 человек
- 1999 год — 13 человек
- 2010 год — 6 человек
- 2014 год — 10 человек

## История
Бибковщина известна со второй половины XVIII века, шляхетская собственность в составе Речицкого повета Минского воеводства Речи Посполитой. С 1793 года после 2-го раздела Речи Посполитой в составе Российской империи. В 1857 году фольварок Бибковщина в Бобруйском уезде Минской губернии, помещичья собственность. В 1897 году в составе Горбацевичской волости, 4 двора. Рядом с фольварком существовал хутор Бибковщина (другое название Городок), в котором 2 двора. В 1907 году в фольварке 3 двора, на хуторе 6 дворов. В 1917 году на хуторе 11 дворов. В 1926 году в Бибковщине 19 дворов. 01.08.1929 году 5 крестьянских хозяйств организовали колхоз «Чырвоны працаȳнік № 2». В 1920-е годы из фольварка и хутора образованы деревни Бибковщина-1 и Бибковщина-2. Во время Великой Отечественной войны 4 сельчанина погибли на фронте. В 1986 году 13 хозяйств в составе совхоза имени Ленина. Планировка деревни включает 2 короткие перекрестные улицы с двухсторонней деревянной застройкой усадебного типа. В 2014 году в Бибковщине 7 хозяйств, 10 жителей.